# Luigi Malabrocca
Luigi Malabrocca (né le 22 juin 1920 à Tortone et mort le 1er octobre 2006 à Garlasco) est un coureur cycliste italien. Professionnel de 1945 à 1958, il a été champion d'Italie de cyclo-cross en 1951 et 1953. Il a terminé dernier du Tour d'Italie en 1946 et 1947 et y a ainsi reçu le maillot noir.

## Palmarès
- 1946
  - Coppa Carena
- 1947
  - Paris-Nantes
  - 3e du Trophée Baracchi
- 1948
  - Coppa Agostoni
- 1949
  - Tour de Yougoslavie
- 1950
  - 3e du Tour de Yougoslavie
  - 3e du championnat d'Italie de cyclo-cross
- 1951
  -  Champion d'Italie de cyclo-cross
  - Gran Premio dell'Epifania
  - 10e du championnat du monde de cyclo-cross
- 1952
  - Gran Premio dell'Epifania
  - 10e du championnat du monde de cyclo-cross
- 1953
  -  Champion d'Italie de cyclo-cross
- 1954
  - 3e du championnat d'Italie de cyclo-cross

## Résultats sur le Tour d'Italie
3 participations
- 1946 : 40e et maillot noir
- 1947 : 50e et maillot noir
- 1949 : 64e
- 1952 : abandon